# Jean Bourgknecht
Pour les articles homonymes, voir Bourgknecht.
Jean Bourgknecht, né le 16 septembre 1902 à Fribourg, décédé le 23 décembre 1964 dans sa ville natale, est un homme politique, conseiller fédéral suisse entre 1960 et 1962. Il est le deuxième fribourgeois à exercer cette fonction, après Jean-Marie Musy.
Il est le grand-père de Jean Bourgknecht, conseiller communal et ancien syndic de Fribourg, né en 1962.

## Origine et carrière politique
Jean Bourgknecht est issu d'une famille illustre dont le nom est rattaché à nombre de notables fribourgeois (ecclésiastiques, magistrats). Il étudie le droit dans sa ville natale ainsi qu'à Berne et à Vienne (Autriche). En 1926, il obtient son doctorat. 
Jusqu'à son élection au Conseil fédéral, il est actif comme avocat dans l'étude de son père Louis Bourgknecht. Il est chargé de cours à l'Université de Fribourg. Il siège en outre dans divers conseils d'administration. 

## Parcours politique
Membre du Parti conservateur-chrétien social, tendance conservatrice, Jean Bourgknecht est président du parti conservateur-chrétien social de 1956 à 1959. 
Il devient syndic de Fribourg de 1950 à 1959 à l'instigation du comité conservateur, qui voit en lui un homme susceptible de ramener au parti le gros de l'électorat face aux radicaux et aux socialistes. 
Il siège au Conseil national de 1951 à 1955 puis, après un échec électoral à la chambre basse, au Conseil des États de 1956 jusqu'à son élection au Conseil fédéral.

## Conseiller fédéral
Jean Bourgknecht est élu au Conseil fédéral le 17 décembre 1959, au premier tour, par 134 voix (73e conseiller fédéral de l'histoire[réf. nécessaire]). L'année 1959 marque également le début d'une formule magique, composition "idéale" du Conseil fédéral. 
Il dirige le Département fédéral des finances et des douanes 1960 où il s'illustrera. Au cours de sa brève mais dense carrière de conseiller fédéral (trente mois), Jean Bourgknecht aura à cœur de préconiser le respect de la capacité financière des cantons, la modération de la Confédération en matière de dépenses et une gestion rigoureuse. Il s'engage contre la fraude fiscale, ce qui l'amène à signer un rapport. 
L'homme politique appuie en outre une politique sociale raisonnable, qui reste dans le cadre des possibilités financières de la Confédération. 
Enfin, Jean Bourgknecht se soucie d'une saine gestion du personnel de la Confédération.

## Retrait
Jean Bourgknecht se retire en 1962. Comme il a subi une crise cardiaque au mois de mai de cette année, ce sont ses proches qui rédigent sa lettre de démission. 
Jean Bourgknecht s'éteint le 23 décembre 1964. 
Outre l'image d'un homme politique efficace, il laisse l'image d'un bourreau de travail qui traite ses dossiers jusque tard dans la nuit et les reprend au chant du coq. Son coup de fourchette est resté légendaire.

## Famille
En 1949, Jean Bourgknecht perd sa première épouse, Marguerite Guhl. Il se remarie en 1951 avec Simone Modoux.